# Zawiesy

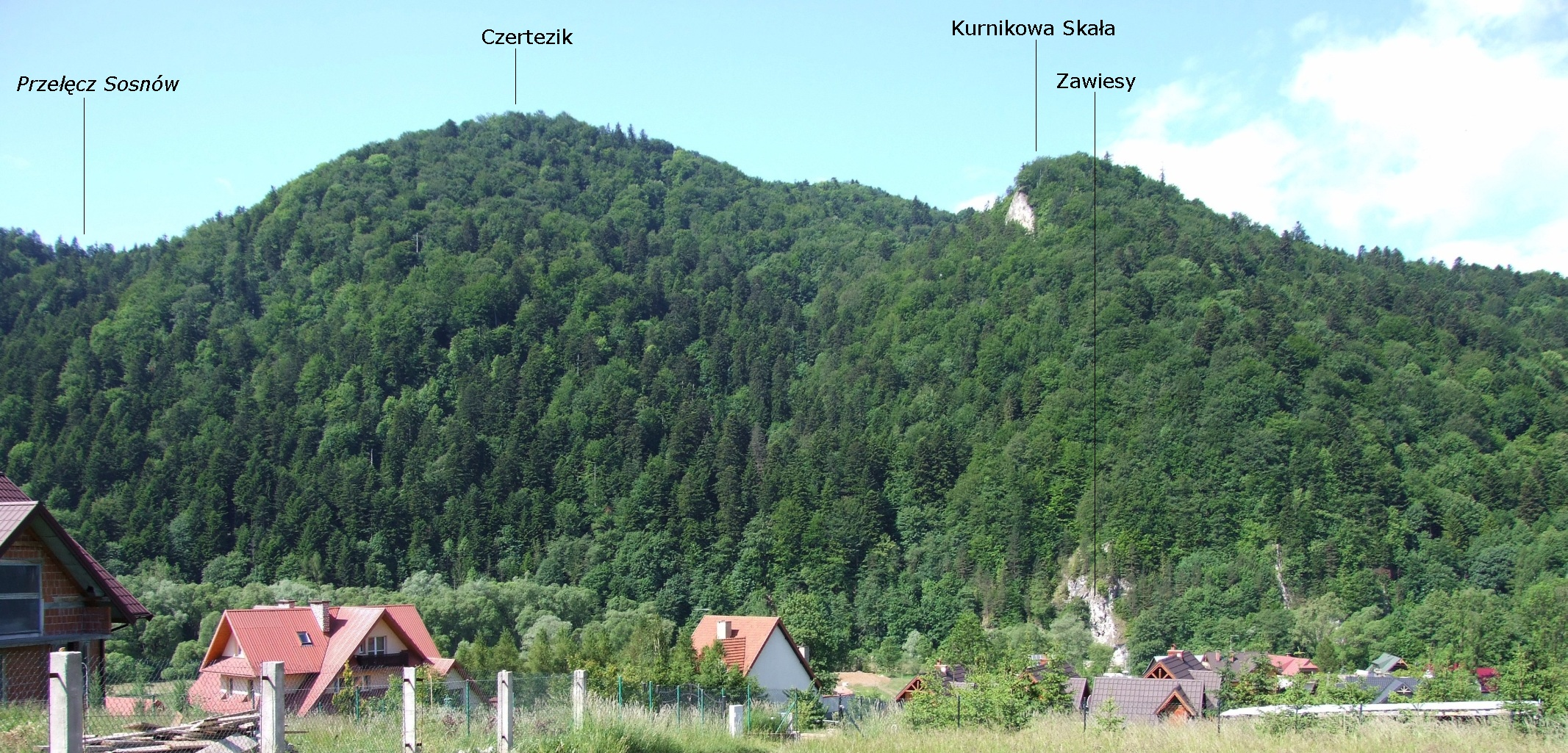
Widok od północnej strony, zza Dunajca

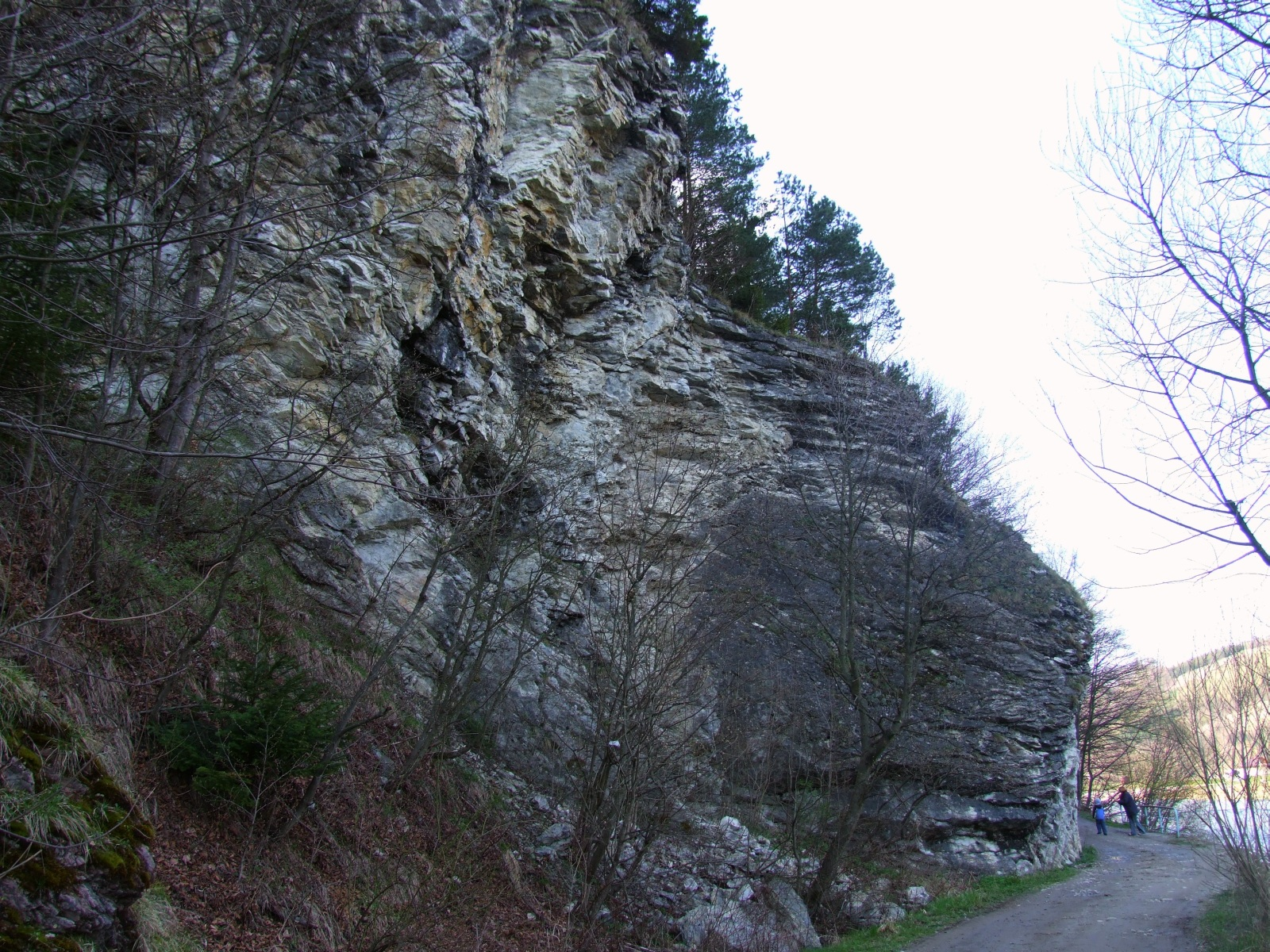
Skała Zawiesy

Zawiesy, Zawiasy – pas wapiennych, urwistych skał w północnych stokach Pieninek.

## Opis obiektu
Zawiesy znajdują się na wysokości ok. 450 m n.p.m. na lewym brzegu Dunajca, pomiędzy Krościenkiem a Szczawnicą, poniżej Kurnikowej Skały. Nazwa jest ludowego pochodzenia i pochodzi od słowa zawiesa, czyli przewieszka (podobnie, jak n. Zawiesista Turnia w Tatrach). Dawniej czasami używano też określenia Skała Mostowa. Ta nazwa pochodziła od tego, że 50 m poniżej tej skały (w kierunku Krościenka) znajdował się drewniany most na Dunajcu, którym droga z Krościenka do Szczawnicy przekraczała rzekę. Wybudowany został w latach 1871–1872, a zerwany został przez powódź w 1934. Na polanie Pajówka przed Zawiesami znajdowała się karczma, a miejsce po drugiej stronie Dunajca naprzeciwko Zawiesów do tej pory nosi nazwę Zerwany Most. Wcześniej pomiędzy Krościenkiem a Szczawnicą nie było żadnego mostu, przy Zawiesach natomiast był prom, jednak przy dużej wodzie był on niebezpieczny i czasami do Szczawnicy przez kilka dni nie można się było dostać.
Zawiesy znajdują się w Pienińskim Parku Narodowym (PPN), w granicach Krościenka nad Dunajcem, w województwie małopolskim, w powiecie nowotarskim. mają wysokość ok. 20 m, a u ich podnóży znajdują się niewielkie stożki piargowe. Budowę geologiczną Zawiesów opisał Krzysztof Birkenmajer w 1958. Jest to kilka łusek wapieni tzw. serii braniskiej, która wraz z osłoną jarmucką uległa sfałdowaniu, a jej stratygraficzne ogniwa zostały ustawione pionowo, a czasami wstecznie obalone o 180°. Miejsce to obrazuje według Birkenmajera „charakter i znaczenie ruchów wstecznych w Pienińskim Pasie Skałkowym”.

## Przyroda
Zawisy są ciekawe również dla botaników. Skały porastają sucholubne murawy i rzadkie gatunki mchów. To tutaj w 1830 botanicy Franciszek Herbich i Aleksander Zawadzki odkryli nieznany dotąd gatunek rośliny – chryzantemę Zawadzkiego. W Polsce występuje on wyłącznie w Pieninach. Przy Zawiesach znajduje się też stanowisko bardzo rzadkiego w Polsce, z Pienin znanego tylko z 4 stanowisk gatunku innej rośliny – starca pomarańczowego. Rośnie tu także pszonak Wittmana, smagliczka skalna, aster alpejski. W 2016 r. znaleziono tu dwa gatunki rzadkich mchów podlegających ochronie: nurzypląs lancetowaty (Cinclidotus fontinaloides) i Thuidium assimile. W 2019 r. przy Zawiesach zasadzono 20 okazów rzadkiej w Polsce paproci pióropusznik strusi, przeniesionych tu z zatoki Harczy Grunt, która miała znaleźć się na dnie Jeziora Czorsztyńskiego. Niektóre przetrwały, a w 2004 r. znaleziono przy drodze od Zawiesów do Krasu nieznaną wcześniej kępę tych paproci.
Aby ochronić nawapienne murawy Zawiesów przed zarastaniem krzewami i drzewami stosuje się ich ochronę czynną.

## Szlak turystyki pieszej
Obok Zawiesów prowadzi zielony szlak turystyczny z Krościenka na przełęcz Sosnów, gdzie łączy się z Sokolą Percią. Jest to najkrótsza trasa z Krościenka na Sokolicę. Przy szlaku tym, ok. 250 m przed Zawiesami (w stronę Krościenka) znajduje się kapliczka św. Kingi.
 Krościenko – kapliczka św. Kingi – Zawiesy – Kras – Mały Sosnów – przełęcz Sosnów. Stąd  na Sokolicę. Czas przejścia z Krościenka na Sokolicę 1:40 h (↓ 1:20 h).